# Making Things with Light
Making Things with Light es el tercer álbum de estudio de la banda de punk rock estadounidense The Mr. T Experience, publicado en 1990 por Lookout! Records. Fue el primer álbum de la banda en incluir al bajista Aaron Rubin, en reemplazo del exbajista Byron Stomatos. El título del álbum se refiere a su portada, el cual muestra a los cuatro miembros de la banda representados en el juguete Lite-Brite.
El álbum fue compilado de varias sesiones de grabación que la banda había llevado a cabo durante un periodo de dos años, incluyendo una cinta de demostración que habían registrado en octubre de 1989 y una sesión de estudio en junio de 1990. La versión CD del álbum incluye numerosos bonus track de tres presentaciones en vivo, así como también un cover de la canción de Shonen Knife «Flying Jelly Attack» que originalmente había sido lanzado en la compilación Every Band Has a Shonen Knife Who Loves Them.

## Lista de canciones
1. What Went Wrong - 2:56
2. She's No Rocket Scientist - 2:21
3. What's in the Cuckoo Clock - 2:43
4. I Don't Get It - 3:57
5. Zero - 2:09
6. Pig Latin - 1:48
7. Parasite - 2:32
8. I'm Breaking Out - 3:04
9. So Long, Sucker - 2:56
10. A Weekend in Hogbro - 1:57
11. Psycho Girl - 1:34
12. The Girl Who Still Lives at Home - 3:56
13. Send Me a Postcard - 3:08

Pistas adicionales
1. Untitled Spoken Word Piece - 0:46
2. Now We Are Twenty-One (Live) - 2:10
3. Danny Partridge Got Busted (Live) - 3:20
4. Marine Recruite (Live) - 2:21
5. Sladbag (Live) - 1:51
6. Velveeta (Live) - 2:25
7. A Zillion Years (Live) - 3:16
8. The History of the Concept of the Soul (Live) - 1:33
9. Flying Jelly Attack - 2:38

- Datos: Q6739644